# Cold Visions
Cold Visions — седьмой студийный альбом шведского рэпера Bladee, выпущенный 23 апреля 2024 года. Это его первая запись, изданная вне его давнего лейбла Year0001. Альбом был записан в доме Bladee за две недели. Все треки были спродюсированы F1lthy.

## Предыстория и выпуск
Bladee выпустил свой шестой сольный альбом Spiderr в 2022 году. Альбом получил смешанные отзывы от критиков, и Bladee впал в депрессию. Его тридцатый день рождения приближался, и он чувствовал тревогу по этому поводу.
Cold Visions был выпущен 23 апреля 2024 года на лейбле Trash Island, которым владеет Bladee. Это его первая запись изданная вне лейбла Year0001. В интервью Bladee сказал, что он ушёл от лейбла так как он хотел «быть верным себе».

## Музыка и тексты
Cold Visions — альбом в стиле хип-хопа. Он состоит из 30 треков, которые плавно переходят друг в друга. Тексты песен часто включают упоминания о прошлых релизах Bladee.

## Отзывы критиков
| Оценки критиков | Оценки критиков |
| Источник        | Оценка          |
| --------------- | --------------- |
| AllMusic        | [ 6 ]           |
| Pitchfork       | 8,3/10          |
| Sputnikmusic    | 2,9/5           |

В рецензии Pitchfork Киран Пресс-Рейнольдс назвал Cold Visions «самым реализованным альбомом» Bladee.